# Белова, Александра Матвеевна
Александра Матвеевна Белова — советский хозяйственный, государственный и политический деятель, Герой Социалистического Труда.

## Биография
Родилась в 1907 году в Новгородской губернии. Член КПСС с 1945 года.
С 1920 года — на хозяйственной, общественной и политической работе. В 1920—1962 гг. — крестьянка, свиновод в Ленинградской области, звеньевая свиноводческого совхоза «Ручьи» Министерства мясной и молочной промышленности СССР в Калининском районе города Ленинграда.
Указом Президиума Верховного Совета СССР от 5 октября 1950 года за достижение высоких показателей в животноводстве в 1949 году при выполнении совхозом плана сдачи государству сельскохозяйственных продуктов и выполнении плана прироста поголовья по каждому виду продуктивного скота и птицы присвоено звание Героя Социалистического Труда с вручением ордена Ленина и золотой медали «Серп и Молот».
Делегат XX съезда КПСС.
Умерла в Ленинградской области после 1962 года.